# اتاق بازرگانی و صنعت (کویت)
اتاق بازرگانی و صنعت کویت (KCCI) (به عربی: غرفة تجارة وصناعة الکویت) یک مؤسسه غیر دولتی است که مؤسسات تجاری در کویت را نمایندگی می کند. اتاق از تاجران و صنعت گران کویت، نمایندگی و لابی می‌کند.

## تاریخچه
تأسیس این اتاق اولین بار در سال ۱۹۵۲ مطرح شد. سه سال بعد در سال ۱۹۵۵ اتاق تأسیس شد و در سال ۱۹۵۹ اولین هیئت مدیره اتاق انتخاب شد.
اتاق بازرگانی و صنعت کویت یک سازمان دموکراتیک است. اعضای هیئت مدیره همگی منتخب هستند و چهره های برجسته آن به دلیل سهم خود در صنعت و تجارت شناخته می شوند. رشد اتاق بازرگانی و صنعت کویت مطابق با رشد کشور بود.

## درمورد این اتاق
اتاق بازرگانی و صنعت کویت یک مؤسسه خصوصی غیرانتفاعی است که از طریق خود تأمین مالی می شود. در حال حاضر تعداد اعضای ثبت نام شده بیش از ۷۹۰۰۰ نفر است و نماینده مجمع عمومی هستند. مجمع عمومی ۲۴ نفر را برای هیئت مدیره برای مدت ۴ سال انتخاب می کند که نیمی از آنها هر دو سال یکبار انتخاب می شوند. اشتراک ها و هزینه های احراز هویت منابع اصلی درآمد هستند. رئیس و اعضای هیئت مدیره داوطلبان خدمات عمومی محسوب می شوند. اتاق یک نهاد مشورتی در کلیه امور اقتصادی است.

## شورای همکاری خلیج فارس
اتاق بازرگانی و صنعت کویت یکی از اعضای فدراسیون اتاق های بازرگانی و صنایع شورای همکاری خلیج فارس (GCC) است که مهمترین چارچوب نهادی حمایت کننده از بخش خصوصی در کشورهای عربی خلیج فارس است. این اتاق از زمان تأسیس در سال ۱۹۷۹، با هدف توسعه و ارتقای نقش اقتصادی خود، به نمایندگی از منافع اقتصادی موسسات و افراد در این بخش فعالیت کرده است. علاوه بر اتاق کویت، فدراسیون خلیج فارس شامل فدراسیون اتاق های بازرگانی و صنایع امارات متحده عربی، اتاق بازرگانی و صنعت بحرین، شورای اتاق های بازرگانی و صنایع عربستان، اتاق بازرگانی و صنعت عمان و اتاق بازرگانی و تجارت قطر می‌باشد.

## کمیته‌های دائمی اتاق
- کمیته مصالحه
- کمیته داوری و ثبت کمیته صنعت و کار
- کمیته تجارت و حمل و نقل
- کمیته مالی و سرمایه گذاری
- کمیته پروژه های عمومی و مسکن